# اليابان (فلم)
اليابان (بالإنجليزية: Japan) هو فيلم أمريكي أنتج عام 2008 من تأليف وإخراج فابيان بروفيت. تم تصوير الفيلم في لوس أنجلوس، كاليفورنيا وفينيكس ، أريزونا.

## القصة
يتمتع ناوكي البالغ من العمر 56 عامًا بكل شيء، حيث كان يعيش حياة جيدة عندما كان اقتصاد اليابان في أوجها. لكن بعد انفجار الفقاعة، فقد كل شيء. ثم التقى يوشي. يروي هذا الفيلم الوثائقي قصة حب غير عادية للبقاء في ثاني أغنى اقتصاد في العالم.

## وصلات خارجية
- مقالات تستعمل روابط فنية بلا صلة مع ويكي بيانات